# 다니엘 다리외
다니엘 이본 마리 앙투아네트 다리외(프랑스어: Danielle Yvonne Marie Antoinette Darrieux, 1917년 5월 1일 ~ 2017년 10월 17일)는 프랑스의 배우이다. 보르도에서 태어나 어릴 때 파리로 이사하여 중학교를 마친 뒤 1931년 영화계에 데뷔했다. 제2차 세계대전 이전에 일세를 풍미하는 미모의 스타로 군림하였으며, 전후에도 그 명성을 배경으로 계속해서 활약했다. 1955년에는 빅트와르 여우상을 수상하였다. 1976년에 일단 연기생활에서 은퇴했다가 1982년에 다시 은막에 복귀하여 《도시의 침실》과 《계단 위에서》 등 작품에 출연, 65세의 노령임에도 여전한 미모로 찬사를 받았다.

## 출연 작품
- 연애교차점 - 1935년
- 불경기여 안녕 - 1936년
- 대장 브리바 - 1936년
- 금남의 집 - 1936년
- 배신 - 1937년[출처 필요]
- 새벽에 돌아오다 - 1938년
- 황혼의 여심 - 1953년
- 적과 흑 - 1954년
- 채털리 부인의 연인 - 1955년
- 프랑스식 십계 (1962, Le Diable et les Dix Commandements)
- 애수의 호수 - 1968년
- 로슈포르의 연인들 - 1968년 : 이본 가르니에 역
- 새들은 페루에 가서 죽다 - 1968년
- 탈옥 - 1976년
- 바람둥이 피아니스트 - 1978년
- 도심 속의 방 (1982, Une chambre en ville) - 마고 역
- 도망자 마르뗑 - 1986년
- 며칠만 나와 함께 - 1988년
- 레 데무와젤르 런트 우 25언스 - 1993년

## 수상 내역
- 1985 제10회 세자르 영화제 명예상
- 2002 제52회 베를린국제영화제 은곰상
- 2002 제15회 유럽영화상 여우주연상
- 2003 프랑스 몰리에르 연극상 연기상